# Wolfgang Caspar Printz
Wolfgang Caspar Printz (ur. 10 października 1641 w Waldthurn, zm. 13 października 1717 w Żarach) – niemiecki teoretyk muzyki i kompozytor.

## Życiorys
Podstawy edukacji muzycznej otrzymał w rodzinnym Waldthurn, a następnie w Vohenstrauß, gdzie pobierał lekcje u Kiliana Hammera, a także uczył się gry na klawesynie i skrzypcach. W latach 1654–1659 był uczniem kantora Wolfganga Altusa i organisty Johanna Conrada Mera w Weiden. W 1659 roku podjął studia teologiczne w Altdorf bei Nürnberg, gdzie kontynuował też swoją edukację muzyczną. W 1661 roku został śpiewakiem (tenor) w kapeli książęcej na dworze w Heidelbergu. Niedługo potem porzucił tę posadę i wstąpił na służbę u holenderskiego arystokraty, w towarzystwie którego udał się w podróż do Włoch, gdzie spotkał się z Athanasiusem Kircherem. Po powrocie do Niemiec początkowo przebywał w Innsbrucku, Vohenstrauß i Dreźnie. W 1662 roku został kompozytorem i dyrektorem muzycznym na dworze hrabiego Leopolda von Promnitz w Żarach. Po jego śmierci w 1664 roku wyjechał do Trzebiela, gdzie został kantorem. W 1665 roku wrócił do Żar, gdzie początkowo działał jak kantor, a od 1682 roku dyrektor kapeli nadwornej hrabiego Balthasara Erdmanna von Promnitz.

## Twórczość
Bogata biblioteka muzyczna Printza spłonęła w czasie pożaru Żar w 1684 roku. Jego kompozycje, w tym 150 koncertów wokalno-instrumentalnych i 48 canzonett na 7 głosów, nie zachowały się. Zniszczeniu uległy także jego traktaty muzyczne, których zachowało się zaledwie 6. W swoich zagadnieniach podejmował szerokie spektrum tematów, w tym rytmiki i metryki, interwałów muzycznych, teorię afektów czy problematykę temperacji stroju. Jego praca Historische Beschreibung z 1690 roku uważana jest za pierwsze niemieckie dzieło z zakresu historii muzyki. Jego rozważania wywarły wpływ na myśl Johanna Matthesona i Johanna Gottfrieda Walthera.

## Prace
(na podstawie materiałów źródłowych)
- Compendium musicae in quo (...) explicantur (...) omnia ea quae ad Oden artificiose componendam requiruntur (Guben 1668)
- Anweisung zur Singe-Kunst oder Kurtzer Bericht wie man einen Kanben (...) könne singen lehren (Guben 1672)
- Phrynis Mitilenaeus, oder Satyrischer Componist (3 tomy, Kwedlinburg 1676–1679)
- Musica modulatoria vocalis oder Manierliche und zierliche Sing-Kunst (Świdnica 1678)
- Declaration oder Weitere Erklärung der Refutation des Satyrischen Componistens (1679)
- Compendium musicae signatoriae et modulatoriae vocalis, das ist Kurtzer Begriff aller derjenigen Sachen, so einem, der die Vocal-Music lernen will, zu wissen von nöthen seyn (Drezno 1689, 2. wyd. 1714)
- Exercitationes musicae theoretico-practicae curiosae de concordantiis singulis, das ist Musicalische Wissenschaft und Kunst-Übungen (8 tomów, Drezno 1687–1689)
- Historische Beschreibung der edelen Sing- und Kling-Kunst (Drezno 1690)